# Empoascanara sathyamangalamensis
Empoascanara sathyamangalamensis är en insektsart som först beskrevs av Sohi och Kapoor 1974.  Empoascanara sathyamangalamensis ingår i släktet Empoascanara och familjen dvärgstritar. Inga underarter finns listade i Catalogue of Life.